# Liste des épisodes de 2000 ans d'Histoire
 (septembre 2016).
Si vous disposez d'ouvrages ou d'articles de référence ou si vous connaissez des sites web de qualité traitant du thème abordé ici, merci de compléter l'article en donnant les références utiles à sa vérifiabilité et en les liant à la section « Notes et références ».
L'émission 2000 ans d'histoire a produit environ 2 000 épisodes originaux en 2 888 émissions sur France Inter. Cette liste les présente chronologiquement dans une première approche[Où ?], puis thématiquement dans une seconde approche. La fin de la liste avance les thèmes transversaux, c'est-à-dire les épisodes traitant de sujets que l'on ne peut rattacher à une époque définie. Chaque intitulé correspond à un thème, pouvant couvrir plusieurs émissions (par exemple, "la police" sur les émissions des 26, 27 et 28 septembre 2005) ou plusieurs épisodes (par exemple, "Saint François d'Assise" le 19 janvier 2000 avec Gérard Bessière, le 11 mars 2009 avec le père Stan Rougier).

## Origines

### Origines de l'Humanité
- Les Origines de l’Humanité
- Les Premières Religions
- Les Origines de l'écriture
- L’Origine des Langues

### Préhistoire
- Les Arts Premiers
- Les Hommes de la Préhistoire
- Lucy

## Antiquité
- L'Esclavage dans l'Antiquité

### Antiquité égyptienne
- Violaine Vanoyeke

- Christiane Desroches-Noblecourt

#### Mœurs égyptiennes
- Savoirs de l'Égypte antique
- L’Amour au temps des Pharaons
- Les Momies
- Les Pharaons
- La Pyramide de Khéops
- L'Égypte Grecque et Romaine
- Le Dernier Pharaon

#### Personnages égyptiens illustres
- Hatshepsout
- Akhénaton
- Horemheb
- Toutankhamon
- Néfertiti
- Ramsès II
- Cléopâtre
- La Mort de Cléopâtre

### Antiquité grecque
- Jacqueline de Romilly

#### Cités grecques
- Naissance de la Démocratie à Athènes
- Le Siècle de Périclès
- Sparte

#### Mœurs grecques
- Les Grecs et la Mer
- La Femme dans la Grèce Antique

#### Personnalités grecques illustres
- Philippe II de Macédoine
- Alexandre le Grand

#### Mythologie grecque
- Homère
- Le Monde d'Homère
- Les Dieux Grecs
- Clytemnestre
- L’Atlantide
- La Guerre de Troie

### Antiquité perse
- L'Empire Perse
- Darius III

### Antiquité babylonienne
- Babylone

### Antiquité hébraïque, palestinienne et chrétienne
- Les Origines du Peuple Hébreu
- Moïse
- La Palestine au temps de Jésus
- La Judée au temps de Ben Hur
- Marie-Madeleine
- Judas l'Iscariote
- Ponce Pilate
- Le Procès de Jésus
- La Chute de Massada
- Les Débuts du Christianisme
- Saint Paul
- Le Martyre des Premiers Chrétiens

### Antiquité celtique
- Les Gaulois
- Vercingétorix
- La guerre des Gaules
- Les Mystères d'Alésia
- Les Druides

### Antiquité romaine

#### Histoire de Rome
- Les Étrusques
- Les Origines de Rome
- Carthage
- Hannibal Barca
- La Révolte de Spartacus
- L’Assassinat de César
- Quand Rome est devenu un Empire
- Juillet 64, l'Incendie de Rome
- 24 août 79, la Destruction de Pompéi
- Palmyre
- Rome en Afrique
- Rome et les Barbares
- La Chute de Rome

#### Civilisation romaine
- L'Armée romaine
- La Vie privée à Rome
- La Sexualité à Rome
- Les Femmes dans la Rome antique
- Les Gladiateurs
- Esclavage en Grèce et à Rome
- Les Empereurs à Rome
- Les Persécutions romaines

#### Mythologie romaine
- Jupiter

#### Personnages romains illustres
- Caton l’Ancien
- Auguste (Octave)
- Tibère
- Caligula
- Messaline
- Néron
- Néron et l'Incendie de Rome
- Marc-Aurèle
- Constantin

### Antiquité orientale
- Qin, le premier empereur de Chine
- Attila

## Moyen Âge

### Europe

#### Mœurs au Moyen Âge
- Les Clichés du Moyen Âge
- Les Paysans au Moyen Âge
- Les Troubadours
- Les Chevaliers
- Les Chevaliers Teutoniques
- Joutes et Tournois au Moyen Âge
- L'École au Moyen Âge
- L'Amour au Moyen Âge
- L’An Mil
- L’Inquisition
- La Peste Noire

#### Grandes invasions
- Les Wisigoths
- Les Vandales

#### Croisades
- Les Croisades
- La Croisade des enfants

### Royaume des Francs, France
- Paris au Moyen Âge

#### Monarchie
- Clovis
- Le baptême de Clovis
- Charles Martel
- Le Couronnement de Charlemagne
- Charlemagne
- La Bataille de Roncevaux
- Robert le Pieux
- Philippe le Bel
- Gaston Phébus
- Aliénor d’Aquitaine
- Charles VII
- Agnès Sorel

#### Chrétienté
- Les Cathares
- Saint Dominique
- Les Templiers
- La Fin des Templiers
- Les Papes à Avignon

#### Guerre de Cent Ans
- La Guerre de Cent Ans
- Bertrand Du Guesclin
- La Bataille d’Azincourt

#### Jeanne d'Arc
- Jeanne d'Arc
- Le Mythe de Jeanne d’Arc
- Vérités et Légendes : Jeanne d'Arc
- La Vérité sur Jeanne d'Arc ?
- Le Procès de Jeanne d’Arc

### Angleterre, Écosse
- Richard Cœur de Lion
- William Wallace

### Italie
- Saint-François d’Assise
- Dante
- Marco Polo

### Espagne
- L'Espagne Musulmane
- La Véritable Histoire du Cid

### Empire byzantin
- Byzance
- Justinien et Théodora

### Orient
- Mahomet
- Averroès
- Saladin et les Croisades
- Les Royaumes Latins d’Orient
- La Prise de Jérusalem
- Gengis Khan
- L’Empire de Gengis Khan

## XVIesiècle

### Europe
- L’invention de l’imprimerie

### Italie
- La Renaissance italienne
- L'Art de la Renaissance
- Laurent le Magnifique
- Michel-Ange
- Michel-Ange au Vatican
- Léonard de Vinci
- Giordano Bruno
- Galilée
- César Borgia
- Lucrèce Borgia

### France
- La France en 1500

#### Monarchie française
- Louis XI
- François 1er et la Renaissance
- Henri II
- Catherine de Médicis
- Diane de Poitiers
- La Nuit de la Saint-Barthélemy
- Henri III
- Le sacre d’Henri IV
- La Prise du Pouvoir par Henri IV
- Henri IV et les Femmes
- Gabrielle d'Estrée
- L'Assassinat de Henri IV
- Qui a tué Henri IV ?
- Marie de Médicis
- La Reine Margot

#### Personnages illustres et atypiques
- François Rabelais
- Jacques Cartier au Canada
- Nostradamus
- Léonora Galigaï

### Angleterre
- Les Tudors
- Anne Boleyn
- La Mort de Marie Stuart
- Elizabeth d’Angleterre
- L'Église Anglicane
- William Shakespeare
- Thomas More

### Espagne, Portugal
- Cervantès
- L'Entreprise des Indes
- Isabelle la Catholique
- Christophe Colomb
- Hernan Cortès
- La Controverse de Valladolid
- Bartolomé de Las Casas
- Philippe II d'Espagne
- La découverte du Brésil
- Charles Quint

### Russie
- Ivan le terrible

### Suisse
- Calvin

## XVIIesiècle

### France

#### Monarchie française

##### Louis XIII
- Louis XIII
- Richelieu
- La conjuration de Cinq-Mars

##### La Fronde
- La Fronde
- Mazarin
- Anne d’Autriche
- Mazarin et Anne d’Autriche
- Louis II de Bourbon-Condé dit le Grand Condé
- La Duchesse de Longueville

##### Louis XIV
- La construction de Versailles
- Versailles ou l’Absolutisme mis en scène
- Les Courtisans
- Louis XIV enfant
- Louis XIV prend le pouvoir (1661)
- Louis XIV artiste
- La mort de Louis XIV
- Le Duc d'Orléans, frère de Louis XIV
- La disgrâce de Nicolas Fouquet
- Jean-Baptiste Colbert
- D’Artagnan
- Madame de Maintenon
- Madame de Montespan
- La Grande Mademoiselle

#### Personnages illustres
- René Descartes
- Paul de Gondi, le Cardinal de Retz
- Jean de La Fontaine
- Jean Racine
- Bossuet
- Jean-Baptiste Lully
- Molière
- Molière, chef de troupe
- André Le Nôtre
- Vauban
- François Vatel
- Théophraste Renaudot

#### Faits divers
- Les Possédées de Loudun
- L'Affaire des Poisons
- Le Masque de Fer

### Angleterre
- Les Révolutions Anglaises du XVIIe siècle
- Olivier Cromwell
- Les premiers colons anglais d'Amérique
- Le Mayflower
- Isaac Newton

### Allemagne
- La Guerre de Trente Ans
- Jean-Sébastien Bach

### Flandres
- Rembrandt
- Le Siècle d’Or des Pays-Bas

### Suède
- La reine Christine

## XVIIIesiècle

### France
- L'Encyclopédie
- Les Intellectuels et le Pouvoir au XVIIIe siècle
- La France et l’Indépendance Américaine

#### Monarchie française
- La Régence
- Le Régent
- Le cardinal Dubois
- Louis XV
- Le règne de Louis XV
- Madame de Pompadour
- Madame du Barry
- Marie-Antoinette (à Versailles)
- Hans Axel de Fersen
- La Princesse de Lamballe
- Marie-Antoinette et La Fayette

#### Révolution française
- La Prise de la Bastille
- Le 14 juillet 1789
- La Révolution Française en chantant
- Mirabeau
- Antoine Barnave
- L'Évasion de Louis XVI
- 10 août 1792
- Le Procès de Louis XVI
- Louis XVII
- La Terreur
- Joseph Guillotin, l'inventeur de la Guillotine
- Maximilien de Robespierre
- Louis-Antoine Saint-Just
- Marie-Jean Hérault de Séchelles
- La Guerre de Vendée et la Chouannerie
- Les Chouans
- 5 avril 1793 : la Trahison de Dumouriez
- L'Assassinat de Marat par Charlotte Corday
- Le Procès de Marie-Antoinette
- Le 9 Thermidor
- L’Église pendant la Révolution Française
- La Police pendant la Révolution Française
- Les Femmes et la Révolution Française
- Madame Roland

#### Directoire
- Le Directoire
- Bonaparte en Italie
- Bonaparte en Égypte
- Madame Tallien
- Le 18 brumaire

#### Personnages illustres
- Fontenelle
- Le Chevalier d’Éon
- Le mystère Lapérouse
- Émilie du Châtelet
- Montesquieu
- Voltaire
- Denis Diderot
- Diderot et d’Alembert
- Beaumarchais
- Sade
- Choderlos de Laclos
- Le Brigand Cartouche
- Le Marquis de La Fayette
- Pascal Paoli

#### Faits divers
- Les Camisards
- La Conspiration de Pontcallec
- Louis Mandrin
- La Bête du Gévaudan
- L'Affaire Calas
- L'Affaire du Collier de la Reine
- L'Affaire du Courrier de Lyon
- La Découverte de la pomme de terre
- La Découverte de Tahiti
- Quand la Corse est devenue française

### Angleterre, Colonies d'Amérique

#### Angleterre
- William Pitt le jeune
- Les Révoltés du Bounty
- Robinson Crusoé

#### Colonies, États-Unis
- États-Unis, naissance d’une nation
- L’indépendance des États-Unis
- George Washington

### Autriche
- Marie-Thérèse d'Autriche
- Wolfgang Amadeus Mozart

### Prusse
- Frédéric II de Prusse

### Russie
- La Naissance de Saint-Pétersbourg
- Catherine II de Russie
- La Vie Amoureuse de Catherine II de Russie
- La Révolte de Pougatchev

### Italie
- Casanova

## XIXesiècle

### Europe
- Le Romantisme
- La guerre de Crimée

### France

#### Consulat et Premier Empire
- L'Empire Napoléonien
- La Grande Armée (les Soldats de Napoléon)
- La Noblesse d’Empire
- Napoléon et l'esclavage
- L'Héritage du Premier Empire

##### Personnalités
- Talleyrand et Napoléon
- Napoléon et les Femmes
- Élisa Bonaparte
- Joséphine de Beauharnais
- Marie-Louise, seconde épouse de Napoléon
- Joseph Bonaparte
- Joachim Murat
- André Masséna
- Jean-Baptiste Bernadotte
- Madame Sans-Gêne
- L'aiglon
- Joseph Fouché

##### Grands moments de l'Empire
- L’Enlèvement du duc d’Enghien
- Quand Bonaparte est devenu Napoléon
- Le Sacre de Napoléon
- La Bataille de Trafalgar
- Austerlitz
- Napoléon et l'Espagne
- La Campagne de Russie
- La Conspiration du général Malet
- 1814, les Cosaques entrent dans Paris
- Napoléon à l’Ile d’Elbe
- Les Cent-Jours
- La Bataille de Waterloo
- Iéna

##### La fin de Napoléon
- Le Soleil Noir de Bonaparte
- Napoléon et Hudson Lowe (Napoléon à Sainte Hélène)
- La Mort de Napoléon

#### Restauration, Monarchie de Juillet
- Les trois glorieuses

#### Deuxième République
- La IIe République
- L'Abolition de l'Esclavage

#### Second Empire
- Le coup d’État du 2 décembre 1851
- Le Second Empire
- Napoléon III

#### Troisième République
- La Guerre de 1870
- Les débuts de la IIIe République
- La Commune
- L’Alsace-Lorraine à l’heure Allemande
- L’Impressionnisme
- Les Débuts de l’École
- Émile Zola et l'Affaire Dreyfus
- L'Affaire Dreyfus

#### Colonisation
- 5 juillet 1830, la Prise d'Alger
- Le pillage du trésor du dey d’Alger pendant la conquête de l’Algérie
- Les débuts de la colonisation en Algérie
- La Conquête de l’Algérie
- Abd El-Kader
- Zoos Humains
- Les Français et leur Empire Colonial
- Missions Chrétiennes et Colonisation
- La Vénus Hottentote

#### Personnages illustres

##### Littérature
- François-René de Chateaubriand
- Stendhal
- Alexandre Dumas (au Panthéon)
- Alfred de Musset
- George Sand et la politique
- Théophile Gautier
- Victor Hugo
- Victor Hugo dans l’arène politique
- Adèle Hugo
- Flaubert et Mme Bovary
- Guy de Maupassant
- Arthur Rimbaud
- Verlaine et Rimbaud
- Paul Claudel
- Émile Zola
- La Comtesse de Ségur
- Jules Verne
- Pierre Larousse
- Bernard Lazare

##### Théâtre, Opéra
- Sarah Bernhardt
- La Malibran

##### Peinture, Sculpture, Architecture
- L’Impressionnisme
- Auguste Rodin
- Camille Claudel
- Vincent Van Gogh
- Paul Gauguin
- Auguste Renoir
- Toulouse Lautrec
- Gustave Eiffel

##### Musique
- Hector Berlioz
- Jacques Offenbach

##### Droit, Politique, Militaire, Police
- Portalis, le père du Code civil
- Le Comte de Chambord
- Victor Schœlcher
- Henri Dunant et la naissance de la Croix-Rouge
- Louise Michel
- Pierre de Coubertin
- Pierre Savorgnan de Brazza
- Le général Boulanger
- Robert Surcouf
- Jean Lafitte
- Eugène-François Vidocq

##### Archéologie, Exploration, Sciences
- Jean-François Champollion
- Alexander von Humboldt
- Louis Pasteur

#### Faits divers
- Le Naufrage de la Méduse
- L’Invention de la Photographie
- Lourdes, 11 février 1958
- La Catastrophe de Courrières
- L’Auberge Rouge
- Le Procès Flaubert
- Victor, l'enfant sauvage de l'Aveyron
- Pierre François Lacenaire

### Angleterre, Grande-Bretagne, Empire colonial britannique
- Darwin et le Darwinisme
- Horatio Nelson
- Lady Hamilton
- Sir Richard Burton
- Stanley et Livingstone
- La Reine Victoria
- Lewis Carroll
- Albert Londres
- Jack l’Éventreur
- Le Procès d’Oscar Wilde

### Allemagne
- Ludwig van Beethoven
- Karl Marx
- Louis II de Bavière
- Richard Wagner
- Friedrich Nietzsche

### Autriche-Hongrie
- François Joseph
- Sissi, l'impératrice d'Autriche
- Le Drame de Mayerling
- Franz Liszt et Marie d'Agoult

### Italie
- L'Unité Italienne
- Giuseppe Garibaldi
- Giuseppe Verdi

### Espagne
- Francisco de Goya

### Pologne
- Frédéric Chopin

### Russie
- Alexandre 1er
- Les Cosaques
- Alexandre II (l'Assassinat d'Alexandre II)
- Léon Tolstoï

### États-Unis
- La Conquête de L’Ouest
- Le Chemin de Fer à la conquête de l’Ouest Américain
- La Ruée vers l’Or
- La Guerre de Sécession
- George Armstrong Custer
- Fort Alamo
- Little Big Horn
- Buffalo Bill
- Calamity Jane
- Abraham Lincoln
- Geronimo
- Les Acadiens
- L’Invention du Téléphone

### Chine
- La Guerre de l’Opium
- La guerre des Boers
- Tseu-hi la dernière impératrice de Chine

## XXesiècle

### Histoire mondiale duXXesiècle

#### Économie Mondiale
- La Crise de 1929
- Les Origines de la Mondialisation
- L'Altermondialisme
- La vache folle
- La fièvre aphteuse

#### Relations Internationales
- L’OTAN
- Les Relations Anglo-Américaines
- L'Iran, l'Amérique et la Bombe
- La guerre du Golfe
- Les Accords d'Oslo
- Un siècle de pacifisme
- Al Qaida et Ben Laden quatre ans après

#### Première Guerre Mondiale
- L’année 1914
- Le déclenchement de la Première Guerre mondiale
- Sarajevo, 1914
- L’assassinat de François-Ferdinand d’Autriche à Sarajevo en 1914
- La Guerre des Tranchées
- La Bataille de Gallipoli

#### Seconde Guerre Mondiale
- La guerre sous-marine pendant la Seconde Guerre mondiale
- Le pacte germano-soviétique
- Seconde Guerre Mondiale, le déclenchement
- 1935-1945, la propagande au cinéma
- Pearl Harbor
- La bataille d’El Alamein
- L’affaire Cicéron

#### Guerre Froide
- Les débuts de la guerre froide
- Guerre Froide et Propagande au Cinéma
- Le Rideau de Fer et le Début de la Guerre Froide
- La course à la bombe
- La bombe H
- Échecs 1972 : le match Spassky-Fischer

#### Union Européenne
- Les Origines de l’Idée Européenne
- Le Traité de Rome
- Les Grandes Étapes de la Construction Européenne
- L'Élargissement de l'Europe

#### Phénomènes Humains duXXesiècle
- La Mode au XXe siècle
- L'Hôpital au XXe siècle
- Un siècle de jeux olympiques

#### Exploits Humains duXXesiècle
- La naissance du prix Nobel
- La naissance de l’aviation
- La Conquête des Pôles
- La conquête du pôle Nord
- La conquête de l’Himalaya
- La Déclaration Universelle des Droits de l'Homme

### France

#### Début duXXesiècle
- La Séparation des Églises et de l'État
- La Belle Époque
- L'Entente Cordiale
- 1907, la Révolte des Vignerons dans le Midi
- Les Brigades du Tigre
- La Bande à Bonnot
- Les premières bandes de jeunes, les Apaches
- L’éruption de la Montagne Pelée

#### Première Guerre Mondiale
- Paris pendant la Grande Guerre
- Noël 1914
- La Bataille de Verdun
- La Bataille de la Somme
- L’Offensive Nivelle et les Mutineries de 1917
- Les Tirailleurs Sénégalais
- L'Armistice du 11 novembre 1918
- Les Séquelles de la Grande Guerre
- Les Gueules Cassées
- Le Soldat Inconnu
- Les Prisonniers de la Guerre
- Le Traité de Versailles

#### Entre-Deux-Guerres
- L'Aéropostale
- La Ligne Maginot
- L'Affaire Stavisky
- Les Émeutes du 6 février 1934
- La Croisière Noire
- La Croisière Jaune
- Les Accords de Munich

#### Seconde Guerre Mondiale, Occupation et État Français

##### Opérations Militaires
- Chronique d’une guerre annoncée
- La Drôle de Guerre
- La Débâcle
- L’Expédition de Dakar en 1940
- L’Affaire de Dakar (23 septembre 1940)
- L’armée française d’Afrique, 1940-1945
- La Campagne de France 1940
- La Bataille des Ardennes
- 1870-1939 Chronique d’une Défaite Annoncée
- L’Armistice du 22 juin 1940
- Bordeaux, juin 40
- L’Appel du 18 juin
- L’Escadrille Normandie-Niemen
- Bir Hakeim
- Le Mur de l’Atlantique
- De Gaulle et la Russie
- De Gaulle et Roosevelt
- De Gaulle, Roosevelt et le Débarquement
- Le 11 novembre 1942, l’invasion de la zone libre
- La Préparation du Débarquement
- Le Jour J (D-Day)
- Le Débarquement en Normandie
- La Bataille de Normandie
- Le Débarquement en Provence
- Les Bombardements alliés sur la France

##### Occupation

###### Vie sous l'Occupation
- Vivre avec l'Occupant en 1940
- La vie quotidienne sous l’Occupation
- La Ligne de Démarcation
- Les Communistes Français pendant la guerre
- Les camps français sous l’Occupation
- Octobre 41. Des Écrivains Français en Allemagne
- Le Marché Noir pendant l'Occupation
- La Délation sous l’Occupation
- Les Médias pendant l'Occupation
- Le Cinéma Français sous l’Occupation
- Les Écrivains et les Artistes sous l’Occupation
- La Chanson Française pendant l'Occupation
- Le Sport pendant l'Occupation
- La Sexualité sous l'Occupation
- Les Patrons sous l’Occupation
- La SNCF pendant l'Occupation
- Les Malades Mentaux sous Vichy
- Paris sous l’Occupation
- Les Antilles pendant la guerre
- L’Algérie pendant la Seconde Guerre mondiale

###### Collaboration
- Pétain à Bordeaux
- Les Pleins Pouvoirs à Pétain
- Le Coup d'état dans la défaite de Pétain
- L’Entrevue de Montoire
- La Politique Antisémite de Vichy
- La Propagande de Vichy
- L’Armée de Vichy
- L'Affiche Rouge
- Les SS Français
- La Gestapo Française
- La Légion des Volontaires Français (la LVF)
- Le STO
- Sigmaringen

###### Résistance
- Le 11 novembre 1940
- Les premiers Résistants
- Les réseaux de résistance
- Les Fusillés de Chateaubriand
- La Résistance Bretonne
- Les enfants Juifs cachés
- Radio Londres
- L'Armée de Vichy
- Les Compagnons de la Libération
- Les Femmes dans la Résistance
- Lucie Aubrac
- Honoré d’Estienne d’Orves
- Raymonde Tillon
- Hélie de Saint Marc
- Jean-Louis Crémieux-Brilhac
- Henri Krasucki
- Darquier de Pellepoix
- Henri Frenay
- Le Maquis des Glières
- L’Arrestation de Jean Moulin
- De Gaulle et Jean Moulin

###### Libération
- L'Épuration
- Les Femmes Tondues
- Le Procès de Pierre Laval
- Le Procès Pucheu
- Le Procès Pétain
- Le Retour des Déportés
- Libération, histoire d’un quotidien

#### Politique française

##### Faits Politiques et Sociaux

###### Politique Française, Événements Politiques
- L’Agonie de la IVe république
- Le Retour du général de Gaulle
- 4 septembre 1958, naissance de la Ve République
- La Constitution de la Ve République
- Les Pouvoirs du Président de la République
- Le Gaullisme
- L’antigaullisme
- 1960, La Première Bombe Atomique Française
- Les Relations Franco-Américaines
- La France et l'OTAN
- Le Traité de l’Élysée
- L’Affaire Kravchenko
- L’Élection Présidentielle de 1965
- Les Débuts de Mai 1968
- Les Accords de Grenelle, le  27 mai 1968
- De Gaulle à Baden, le 29 mai 1968
- La France et Israël
- La Politique Arabe de la France
- Le Départ de de Gaulle en 1969
- L’Élection Présidentielle de 1969
- L'Élection Présidentielle de 1974
- Les Années Giscard
- L'Élection Présidentielle de 1981
- L’Abolition de la Peine de Mort
- Les Grands Travaux de Mitterrand
- Histoire du Quinquennat
- L'Élection Présidentielle de 2002
- Le 21 avril 2002, Premier Tour des Présidentielles
- La Dette Publique

###### = Évolutions sociologiques =
- Le Premier Vote des Françaises
- L'Intégration des Jeunes en France depuis 1945
- L'École depuis 1945
- L’enfermement des mineurs en France au XXe siècle
- Les Derniers Mineurs
- La Fin des Paysans

###### = Spécificités sociologiques =
- Les Années Montmartre
- Les Baby-Boomers
- L'Hiver 1954
- Les Années 1960
- Les Médias en 68

###### = Faits sociaux =
- Le Schisme de Monseigneur Lefebvre
- La Création des Restos du Cœur
- L’Épopée des Verts
- La Coupe du Monde de Foot 1998

###### = Immigration =
- Histoire de l’Identité en France
- L'Immigration en France depuis 1945
- Les Maghrébins en France
- L’Islam en France
- 25 ans de violence dans les banlieues
- Le Voile à l’École
- L’Affaire du Voile
- Les Noirs de France
- Ces Noirs qui ont fait la France
- La France et les juifs

###### Affaires Judiciaires
- L’affaire des lettres anonymes de Tulle
- L'Assassinat de Georges Mandel
- Henri-Désiré Landru
- Le docteur Petiot
- L’affaire Seznec
- L’affaire Papin
- L’affaire Salengro
- L’affaire Dominici
- Le 17 octobre 1961
- Le drame d’Aleria (22 août 1975)
- Lucien Léger
- Marie Besnard
- Jacques Mesrine
- L’Attentat de la Rue Copernic
- L’affaire Christian Ranucci
- L’affaire Grégory Villemin
- L'Affaire Dutroux
- L’affaire Guy Georges
- L’affaire Elf

##### Partis et Organisations Politiques
- Les Radicaux
- La Naissance du Parti Communiste Français
- Le Parti Communiste Français
- Le PCF et l’URSS
- Le Front populaire
- La création du RPF
- Les partis gaullistes
- L’Action Française
- La Cagoule
- Le PCF sous la IVe république
- Le Poujadisme
- Le Ministère de la Culture
- La Naissance du Parti Socialiste
- Le congrès d’Epinay
- Le Parti Socialiste
- Le Front National

##### Personnalités Politiques

###### IIIe République
- Jean Jaurès
- Georges Clemenceau
- Raymond Poincaré
- Marcel Déat, du socialisme à la collaboration
- Léon Blum
- Jean Zay
- Maurice Thorez
- Les Époux Thorez
- De Gaulle avant 1940
- De Gaulle en 1940
- Le mythe Pétain

###### Occupation, Régime de Vichy, Libération
- René Bousquet
- Philippe Henriot
- Maurice Papon
- Paul Touvier
- Xavier Vallat
- L'Amiral Darlan (l'assassinat de Darlan)
- François Mitterrand à Vichy (la jeunesse de François Mitterrand)
- De Gaulle et Giraud
- Le maréchal de Lattre de Tassigny
- Le Général Leclerc
- La Mort du Maréchal Leclerc

###### IVe République
- Marthe Richard
- Robert Schumann
- Pierre Mendès France
- Le procès de Pierre Mendès France

###### VeRépublique
- Michel Debré
- Edgar Faure
- Gaston Defferre
- De Gaulle et les médias
- La Mort du Général de Gaulle
- Georges Pompidou
- Jean-Marcel Jeanneney
- Jean-Marie Le Pen
- Valéry Giscard d'Estaing
- Raymond Barre
- André Chandernagor
- Pierre Mauroy Premier ministre
- La Mort de Pierre Bérégovoy
- 1993, le gouvernement Balladur
- Mitterrand était-il socialiste ?
- Mitterrand et les Patrons
- La Mort de François Mitterrand
- Jean-Pierre Chevènement
- José Bové
- Nicolas Sarkozy
- La Saga des Bettencourt
- Mitterrand 10 ans après

#### Empire colonial et Décolonisation
- Les Troupes Coloniales Françaises de 1914 à 1945
- La Fin des Colonies Françaises
- Les Français et leur Passé Colonial

##### Afrique
- Hubert Lyautey
- La mission Voulet-Chanoine
- La Crise de Fachoda
- L’insurrection de Madagascar (1947)
- Les Harkis
- Brahim Sadouni, harki
- Le déclenchement de la guerre d’Algérie
- Les Appelés de la Guerre d'Algérie
- La torture en Algérie
- La Bataille d'Alger
- La Crise du 13 mai 1958 à Alger
- Massu
- De Gaulle et l’Algérie
- L'OAS
- La fin de la guerre d’Algérie
- L’indépendance de l’Algérie
- Le Retour des Pieds-Noirs d'Algérie
- La Politique Africaine de la France
- Les relations franco-algériennes depuis 1962
- La disparition de Ben Barka
- La décolonisation de l’Afrique noire

##### Asie
- Quand l’Indochine était française
- Les Débuts de la Guerre d’Indochine
- Hô Chi Minh
- Les accords Sainteny-Hô Chi Minh
- Diên Biên Phu
- Une femme à Diên Biên Phu

#### Arts

##### Littérature, Théâtre et Bande dessinée
- Guillaume Apollinaire
- La Révolution Surréaliste
- Colette
- Raymond Radiguet
- Louis Ferdinand Céline
- Céline pendant l’Occupation
- Drieu la Rochelle, Aragon et Malraux
- André Breton
- Paul Eluard
- Louis Aragon
- Louis Aragon et le Parti communiste
- Antonin Artaud
- Les écrivains de droite depuis 1945
- André Malraux
- Henry de Montherlant
- François Mauriac
- Roger Vailland
- Marcel Aymé
- Albert Camus
- Joseph Kessel
- René Char
- Georges Simenon
- Louis Jouvet
- Jean Cocteau
- Sacha Guitry
- Romain Gary
- Le Prix Goncourt
- Boris Vian
- René Goscinny
- La NRF

##### Cinéma, Spectacle
- Jean Blagin
- Gérard Philipe
- Jean-Luc Godard
- Louis Malle
- Jean Seberg
- Brigitte Bardot
- Coluche
- Yves Montand

##### Musique
- Maurice Chevalier
- Édith Piaf
- Jacques Brel
- Georges Brassens
- Johnny Hallyday
- Serge Gainsbourg

##### Mode et Création
- Coco Chanel
- Amine F.
- Yves Saint Laurent
- Marcel Duchamp
- Les Colonnes de Buren

#### Intellectuels
- Charles Maurras
- La Droite Littéraire après 1945
- Raymond Aron
- Lacan et le Lacanisme
- Simone de Beauvoir
- Claude Lévi-Strauss pour son 100e anniversaire
- Marie Bonaparte
- Les Intellectuels en 1968
- Guy Debord et les Situationnistes
- Les Situationnistes
- Michel Foucault
- Alain Decaux

#### Personnalités atypiques

##### Sciences
- Marie Curie
- Amandine, le Premier Bébé Éprouvette

##### Religion, Humanitaire
- Charles de Foucauld
- Pierre Teilhard de Chardin
- L'Abbé Pierre

##### Explorateurs, Navigateurs
- Henry de Monfreid
- Bernard Moitessier
- Le Commandant Charcot
- Eric Tabarly
- Florence Arthaud

##### Presse
- Jean Malaurie
- Antoine Blondin
- Jean-Jacques Servan-Schreiber
- Francis Jeanson
- Gisèle Halimi
- Gilles Perrault (le livre Go)

##### Femmes
- La Belle Otéro
- Mata Hari
- Violette Nozière
- Louise de Vilmorin
- Dominique Desanti

### Angleterre, Grande-Bretagne, Irlande
- Le Naufrage du Titanic
- Lawrence d’Arabie
- La Bataille d’Angleterre
- La Guerre des Malouines

#### Politique, monarchie et aristocratie britanniques
- Winston Churchill en 1940
- Winston Churchill pendant le Seconde Guerre Mondiale
- Lord Mountbatten
- Michael Collins
- Bobby Sands
- La Reine-mère
- L’avènement d’Elisabeth II
- Gandhi en Afrique du Sud
- Margaret Thatcher
- Tony Blair

#### Arts britanniques
- Agatha Christie
- Charlie Chaplin
- Les Rolling Stones

### Allemagne

#### Première Guerre Mondiale
- Le Baron Rouge

#### République de Weimar
- Marlène Dietrich
- Fritz Lang

#### Allemagne nazie
- Leni Riefenstahl

##### Personnages du nazisme
- Eva Braun
- Hitler et les Femmes
- Erwin von Rommel
- Speer, l'Architecte d'Hitler
- Hermann Goering
- Adolf Eichmann
- Joseph Goebbels
- Heydrich et la Solution Finale
- La vie mondaine sous le nazisme

##### "Œuvres" du nazisme
- Mein Kampf
- Le Juif Suss
- L'Antisémitisme Nazi
- Histoire d’un génocide (1933-45)
- La Nuit de Cristal
- Les Jeux Olympiques de Berlin de 1936
- Le IIIème Reich et la musique
- La Solution Finale
- Les Tsiganes pendant la Seconde Guerre Mondiale
- Les Femmes dans les Camps Nazis

##### Résistance au nazisme
- La Résistance allemande à Hitler
- Le Complot de la Rose Blanche
- Stauffenberg et l'Attentat contre Hitler

##### Fin et Postérité du nazisme
- Les Derniers Jours d'Hitler
- L’Allemagne sous les bombes
- La chute de Berlin
- 8 mai 1945, la Reddition allemande
- La Libération des Camps
- Le procès de Nuremberg
- Le Négationnisme

#### RFA, Allemagne Réunifiée
- Histoire du SPD
- Les années Gerhard Schroeder

#### RDA
- 1961-1989, le Mur de Berlin
- La Stasi

### Autriche-Hongrie
- Sarajevo 1914
- La fin de l’Empire austro-hongrois
- Sigmund Freud
- Freud, la naissance de la psychanalyse

### Danemark
- Karen Blixen

### Belgique
- La Crise en Belgique
- Léopold III

### Suisse
- La Suisse pendant la Seconde Guerre Mondiale
- Carl Gustav Jung
- Le Corbusier

### États-Unis

#### Politique américaine
- La Ségrégation Raciale aux États-Unis
- La présidence américaine
- Les Pouvoirs du Président aux États-Unis
- De Pearl Harbor au World Trade Center
- La puissance américaine
- L’antiaméricanisme
- La politique étrangère américaine
- La peine de mort aux États-Unis
- La religion et le pouvoir aux États-Unis

##### Événements politiques
- Le Plan Marshall
- La Création de l’ONU
- Le Maccarthysme
- Le déclenchement de la guerre du Vietnam
- Le Watergate
- Les origines du 11 septembre 2001
- Le récit du 11 septembre 2001
- Les leçons du 11 septembre 2001
- La face cachée du 11 septembre 2001
- Les États-Unis en Afghanistan

##### Organisations américaines
- Le FBI
- La CIA

##### Personnalités politiques américaines
- John Edgar Hoover
- Franklin Delano Roosevelt
- L’Élection de JFK
- La Famille Kennedy
- L’assassinat de JFK
- Mais qui a tué JFK ?
- Robert Kennedy
- Malcolm X
- Martin Luther King
- Lyndon Johnson
- Richard Nixon
- Les Années Reagan
- Bill Clinton
- Hillary Clinton
- Les Années Bush
- La famille Bush
- Barack Obama

#### Arts américains
- Hollywood
- Isadora Duncan
- Howard Hughes
- Orson Welles
- James Dean
- Walt Disney
- Greta Garbo
- Alfred Hitchcock
- Marilyn Monroe
- Frank Sinatra
- Elvis Presley
- Ernest Hemingway

#### Personnages américains illustres
- Henry Ford
- Albert Einstein dans son siècle
- Al Capone
- Amélia Earhart
- Douglas MacArthur
- Cassius Clay alias Muhammad Ali
- Charles Lindbergh
- Leo Szilard

#### Faits Divers
- Le Ku Klux Klan
- Les Gangsters aux États-Unis
- Le Procès du Singe
- L'Affaire Rosenberg
- La Trahison des Rosenberg
- La Machine Enigma

### Russie – URSS

#### Russie impériale
- L'Assassinat de Raspoutine
- La dernière tsarine
- La Fin des Romanov

#### Russie communiste, URSS
- La Révolution d'Octobre
- La Mort de Lénine
- Le Komintern
- La famine en Ukraine
- Les Procès de Moscou
- Joseph Staline
- La Déstalinisation
- Le Goulag
- La prise de prise de pouvoir par Staline
- Lavrenti Beria
- Le Trotskysme
- L’Assassinat de Trotsky
- La Bataille de Stalingrad
- Le Spoutnik
- Gagarine, premier homme dans l’espace
- La Mort de Staline
- Nikita Khrouchtchev
- L'Affaire Farewell
- Alexandre Soljenitsyne
- Rudolph Noureev
- La Perestroïka de Gorbatchev
- La catastrophe nucléaire de Tchernobyl
- La Fin de l'URSS

#### Russie démocratique
- Boris Eltsine
- La Russie de 1990 à 2000
- La Russie de Poutine
- 10 ans d’histoire de la Russie

### Italie, Vatican

#### Italie duXXesiècle
- Amedeo Modigliani
- L’invasion de l’Éthiopie
- Le Fascisme Italien
- Les Derniers Jours de Mussolini
- La République de Salo
- L'Italie des années de plomb
- L'Italie Fasciste et les Juifs
- Federico Fellini
- Maria Callas
- Silvio Berlusconi

#### Vatican
- Pie XII
- Le Concile Vatican II
- L'Élection de Jean-Paul II

### Espagne, Portugal
- La guerre d’Espagne
- Guernica
- Les Réfugiés de la Guerre d’Espagne
- Les Républicains Espagnols
- La Prise du Pouvoir par Franco
- L'ETA
- Pablo Picasso
- Salvador Dali
- La Révolution des Œillets

### Europe de l’Est et balkanique
- La Seconde Guerre mondiale en Yougoslavie
- La Guerre à l’Est
- 1989, la Liberté à l’Est

#### Pologne
- Katyn
- Le Ghetto de Varsovie
- La Création de Solidarnosc
- Lech Walesa
- 1945-2004, la Pologne de la botte soviétique à l'Europe des 25

#### États baltes
- Les États baltes avant 1945

#### Tchécoslovaquie
- Le Printemps de Prague
- Vaclav Havel
- La Révolution de Velours

#### Hongrie
- 1956 : la Révolte de Budapest

#### Bosnie
- Srebrenica

#### Roumanie, Bulgarie
- La Roumanie depuis 1945
- La Mort des Ceausescu
- La Bulgarie contemporaine

#### Grèce
- La Guerre Civile en Grèce
- Aristote Onassis

### Moyen-Orient

#### Turquie
- Mustapha Kemal
- La Chute de l’Empire Ottoman

#### Israël, Palestine
- Le Sionisme
- La Création de l'État d'Israël
- Le système politique israélien
- Tsahal
- La Bande de Gaza
- Ariel Sharon
- Yasser Arafat
- La Première Intifada
- La Seconde Intifada
- Le Hamas

#### Liban
- Quand le Liban était français
- L’Occupation du Liban par la Syrie
- La Guerre du Liban
- Le Hezbollah

#### Égypte
- Nasser
- La Crise de Suez
- La guerre des Six-Jours

#### Iran
- La révolution iranienne de 1979
- L'Iran depuis la Révolution Islamique

#### Irak
- Saddam Hussein
- L’Arrestation de Saddam Hussein
- Saddam Hussein, la Fin d’un Dictateur

### Amérique latine
- Che Guevara

#### Mexique
- Pancho Villa et Zapata
- La Révolution Mexicaine
- La Rébellion Zapatiste
- Frida Kahlo

#### Cuba
- La prise de pouvoir par Castro
- La Révolution Cubaine, 50e anniversaire
- La Crise des Missiles de Cuba

#### Colombie, Bolivie, Vénézuela
- Les Farc

#### Chili
- Pinochet
- Les 30 ans du coup d’État de Pinochet

#### Argentine
- Eva Peron

#### Brésil
- Le Brésil depuis 1945

### Asie

#### Afghanistan
- L'Afghanistan depuis 2001
- Massoud

#### Chine, Tibet
- La Révolte des Boxers
- Le Massacre de Nankin
- Mao Zedong
- Il y a 60 ans, Mao proclame la République populaire de Chine
- Le Printemps de Pékin
- Adieu à Macao
- L'Invasion du Tibet
- Le Dalaï-Lama

#### Inde
- L’assassinat de Gandhi
- L'Indépendance de l'Inde
- La catastrophe de Bhopal

#### Corée
- La Guerre de Corée

#### Japon
- Le Japon et ses crimes pendant la Seconde Guerre Mondiale

#### Asie du Sud-Est
- La chute de Saïgon
- Les Khmers Rouges
- La Birmanie
- Les Philippines depuis 1945

### Afrique
- L’indépendance du Maroc (02 mars 1956)
- L’indépendance de la Tunisie (20 mars 1956)
- Le Maroc depuis l’indépendance
- Le Mali depuis l’indépendance
- Indépendance de la Tunisie
- Habib Bourguiba
- Bokassa
- L’indépendance au Congo
- Le Darfour
- Le Génocide Rwandais
- La Libération de Nelson Mandela

## Thèmes Transversaux

### Animaux
- Les Dinosaures
- Les Baleines
- Les Tigres
- Le Cheval
- Le Bœuf
- L’Ours
- Le Loup
- Les Abeilles
- Le Cochon
- Le Chat

### Environnement
- Le Climat
- Le Climat depuis 5000 ans
- Le Soleil
- Les Etoiles
- La Lune
- Le Feu
- L’Eau
- La Neige
- Les Perles
- Les Volcans
- Les Plantes
- Histoire de la Tulipe
- La Rose
- L'Arbre
- Les Tempêtes en Mer
- Le Diamant
- Les Pierres Précieuses

### Nourriture
- Le Pain
- Le Fromage
- Le Camembert
- Les Légumes
- L’Olive
- Le Foie Gras
- Le Champagne
- Le Chocolat
- Le Café
- Le Thé
- Les Origines du Vin
- Le Sel
- Coca-Cola
- Histoire de la Truffe
- Les Epices
- Le Casse-Croûte
- Histoire du goût

### Activités Humaines

#### Arts

##### Musique
- L'Opéra
- Les Ballets russes
- Le Tango
- La naissance du Jazz
- Le Blues
- Le Rock'n'roll
- Le Bebop
- Les Protest Songs
- Les Divas
- Les Chefs d'orchestre
- Les Castrats
- La Marseillaise
- Le Violon
- Histoire des bruits
- Bob Marley

##### Littérature
- Histoire de l’Ecriture
- Histoire des Dictionnaires
- Le Livre
- Les Prix Littéraires
- Les Romanciers Libertins
- Le Roman Policier
- La Bande Dessinée
- Les Caricatures
- La Caricature Politique

##### Cinéma, Photographie
- La Censure au Cinéma
- La Nouvelle Vague
- Le Péplum
- La Photographie

##### Arts Plastiques
- Les Couleurs
- La Couleur Noire
- Le Pop Art

##### Œuvres et Personnages de fiction
- Les Chevaliers de la Table Ronde
- Les Mille et Une Nuits
- La Légende du Roi Arthur
- Hamlet
- Roméo et Juliette
- Le Mythe de Faust
- Le Cid
- Les Trois Mousquetaires
- Le Comte de Monte-Cristo
- Sherlock Holmes
- Cyrano de Bergerac
- Bécassine
- Tintin
- Fantômas
- James Bond
- Le Phénomène Harry Potter

#### Mythes et Légendes humaines
- Les Fantômes
- Les Fées
- Les Sirènes
- Les Monstres
- Les Dragons
- Les Vampires
- Le Diable
- Les Sorcières
- Le Mythe de la Fin du Monde
- La Science-Fiction
- Les Créatures Artificielles

#### Religions
- Le Monothéisme
- Le Paradis
- Les Origines du Mal
- Le Vin et les Religions (le vin et le divin)

##### Bouddhisme
- Bouddha

##### Judaïsme
- Le Judaïsme
- Le Déluge
- La Fuite d’Égypte
- Les Fêtes Juives
- Les Juifs et l’Argent

##### Christianisme
- La Bible
- La Bible interdite
- La Messe
- Noël (chrétien)
- Pâques
- Les Curés
- Les Monastères
- Le Pèlerinage à Saint-Jacques de Compostelle
- Le Christianisme et la Maladie
- L’Église et la femme
- Les Miracles
- Les Saints
- Les Chrétiens d’Orient
- Les Baptistes d’Iran
- Les Coptes

##### Islam
- La naissance de l’Islam
- L'Islam
- Le Coran
- Les grands courants de l'Islam
- L'Islam et l'esclavage
- L'Islam et le sexe
- L'Islamisme en Algérie

##### Autres religions
- Le Chamanisme
- Le Zen

#### Particularités humaines

##### Mœurs humaines

###### Mœurs et rapports humains
- L'Amitié
- La Conquête Amoureuse
- L'Erotisme
- L'Adultère
- Les Larmes
- La Politesse
- Le Snobisme
- Le Protocole
- Histoire de la sexualité
- Le Libertinage
- Les Libertins
- L’Homosexualité
- Le Mariage
- La Paternité
- Les Frères et Sœurs
- Les Grands-Parents

###### Caractéristiques inhérentes à l'humanité
- La Vieillesse
- Le Mal de Vivre
- Histoire de la mort
- La Mélancolie
- La Folie
- Le Rire
- Le Bonheur
- La Beauté
- Le Plaisir
- La Gourmandise
- Le Cœur
- Histoire des gauchers
- Les Génies
- Histoire de l’Inconscient

###### Langage
- Les Noms de Famille
- La Langue Française
- De l’Argot au Verlan

###### Mœurs féminines
- Le Métier de Reine (les Princesses)
- Les Grands Combats du Féminisme
- Le Sport au Féminin
- Les Femmes au Pouvoir
- Le Travail des Femmes
- L’Education des Filles
- Le Féminisme aujourd’hui
- Le Matriarcat
- L’Avortement
- La bataille de l’avortement

##### Corps humain
- Le Sang
- La Circulation du Sang
- La Grippe
- L'Obésité
- La Poliomyélite
- Le Cancer
- Le SIDA
- La Vaccination
- Les Aveugles
- Les Centenaires
- Les Roux et les Rousses
- La Chirurgie

#### Modes de Vie

##### Travail
- Histoire du Temps de Travail
- L'Humanitaire
- La Grève et le Droit de Grève
- Histoire de Lutte Ouvrière
- Le Travail des Enfants
- Les Retraites

##### Modes de transports

###### Maritime
- Les Galères
- Les Paquebots
- Les Marées Noires
- Les Sous-Marins

###### Ferroviaire
- Les Trains
- Les Trains à Vapeurs
- L'Orient-Express
- Le Transsibérien
- Le TGV

###### Automobile
- La naissance de l’Automobile
- Les 90 ans de Citroën
- La nationale 7

###### Aérien, Spatial
- Air France
- Le Concorde
- Le premier vol du Concorde
- L'Airbus A380
- Le Mur du Son
- La fusée Ariane
- Vivre dans l’espace

###### Urbain
- Le Métro

##### Modes de consommation
- L’invention du Papier
- La Laine
- La Soie
- Le Tabac
- La Cigarette
- Les Supermarchés
- Histoire des Grandes Surfaces
- Les Ordures
- Le Verre
- Le Pétrole
- L'Electricité
- La Pêche à la Baleine
- Le nucléaire civil
- Le Développement Durable
- L’écologie en France

#### Pratiques et Divertissements

##### Pratiques occultes
- L’Alchimie
- La Sorcellerie

##### Pratiques nobiliaires
- Le Duel
- La Chasse

##### Guerre
- Les Hommes devant la Guerre
- La Géopolitique
- Les Armes Chimiques et Biologiques
- Le Service Militaire
- Le Pacifisme

##### Mesures
- La Mesure du Temps
- Le Calendrier
- Les Sondages
- Histoire des Nombres
- Histoire de l’Astronomie

##### Pratiques domestiques
- Les Chambres
- Histoire de la Lecture
- Les cinquante ans du Livre de Poche
- La Télévision
- Internet
- Le Poker
- Les Poupées
- Histoire des Recettes

##### Divertissements

###### Voyages et vacances
- Les Vacances
- Le Tourisme
- Le guide Michelin
- Le Scoutisme
- Les Colonies de Vacances
- Le Bronzage

###### Restauration
- Les Arts de la Table
- Les Restaurants
- Les Cuisiniers

###### Distractions sociales
- Le Café-Concert
- Le Cirque
- La Corrida
- Les Fanfares
- Les Geishas
- Le Loto

##### Media
- La naissance des radios libres
- La radio depuis 1945
- La naissance de Canal+
- Les Débuts de la Presse Française
- Le Journal "l'Humanité"
- Le Monde
- L’Express
- 50e anniversaire de L’Express
- Le magazine ELLE
- Charlie Hebdo
- Le Canard Enchaîné

##### Pratiques sportives
- Le Football
- Le Tennis
- Le Rugby
- Le Golf
- L’Alpinisme
- Le Ski et les Sports d’Hiver
- Le Tour de France
- L’invention des jeux olympiques
- Les Jeux Olympiques

#### Vêtements et Accessoires
- Histoire du Vêtement en France
- La Lingerie
- Les Dessous Féminins
- Histoire Politique du Pantalon
- Les Lunettes
- Les Tapis
- Histoire du Maquillage
- Le Parfum

#### Phénomènes sociaux

##### Phénomènes de masse
- Les Famines
- Les Grandes Epidémies
- Les Peurs Alimentaires
- Histoire de la Pauvreté
- Des Vagabons aux SDF
- Les Enfants Abandonnés
- La Rumeur
- Les Mineurs
- La Manifestation
- La Peur du ‘Rouge’ en France
- Les Monuments aux Morts

##### Déviance sociale
- Le Crime
- Le piratage informatique
- Les Origines du Terrorisme Moderne
- Histoire Politique du Poison
- Les Drogues
- Les Hippies
- La Franc-Maçonnerie
- Les origines de la franc-maçonnerie
- Les Maisons Closes
- La Mafia

##### Racisme
- Histoire de l’antisémitisme
- La Science et le Racisme
- Qu’est-ce qu’un génocide ?

##### Fêtes et congés
- Halloween
- Noël (laïc)
- Le 1er janvier
- Le 1er mai
- Le Dimanche

#### Organisations sociales

##### Régimes et orientations politiques
- La Monarchie
- La République
- La Démocratie
- Les Droits de l’Homme
- Gauche-droite, 200 ans d’histoire
- Les Néoconservateurs
- Histoire de la Censure du Livre
- Le RMI
- Histoire de la peine de mort
- L’invention de la Laïcité

##### Institutions

###### Institutions régaliennes
- La Gendarmerie
- La Naissance de la Police Moderne
- La Police
- La Mondaine
- Les Prisons
- La Poste

###### Enseignement
- Les origines de l’enseignement
- Les origines de l’école
- L’école pour tous
- L'Enseignement Privé
- Les instituteurs
- Les Universités en Europe
- Le Baccalauréat
- L'ENS
- L’école Polytechnique
- Histoire des intellectuels

###### Administration
- L’ENA
- Saint-Cyr
- Le Conseil d'État
- Les Préfets
- Les Maires

###### Institutions représentatives
- L'Assemblée Nationale
- Le Sénat
- Le Parlement Européen
- La Société des Nations
- Le Suffrage Universel

###### Monnaie et finances
- La Bourse
- La Banque de France
- Histoire de la Monnaie
- Le Franc
- L’Euro
- La Sécurité Sociale

###### Culture
- La Comédie Française

###### Institutions de la République française
- Marianne
- La Légion d’honneur
- L’identité française

## Spécificités Historiques

### Peuples dispersés dans le temps et dans l'espace
- D’où viennent les Français
- L’aventure des Normands
- Les Indiens d'Amérique
- Les Apaches
- Les Sioux
- Les Mayas
- Les Incas
- Les Vikings
- Les Esquimaux
- Les Juifs d’Algérie
- Les Juifs Séfarades
- Les Juifs Américains
- Les Hachémites
- Les Touaregs
- Les Roms
- Les Gitans
- Les Ch'tis
- Les Kurdes
- Les Palestiniens
- Les Zoulous
- Les Maoris

### Grandes Familles
- Les Plantagenêts
- Les Habsbourgs
- Les Médicis

### Personnages Historiques
- Les Corsaires
- Les Pirates
- Les Flibustiers
- Les Samouraïs
- Les Kamikazes
- Les Talibans
- Les Crieurs de Rue
- Les Martyrs
- Les Cannibales
- L’ordre de Malte
- Le duc de Buckingham

### Organisations historiques
- L'Esclavage dans l'Antiquité
- L'Ancien Régime
- Les Grandes Routes du Commerce depuis l'Antiquité
- Les comptoirs français des Indes
- Le FNSEA
- La traite des noirs
- La Route de la Soie
- L’OPEP
- L'Esclavage aux Antilles françaises
- France-Chine : quatre siècles d'histoire
- Les Harems
- La Croix Rouge
- L’OMC

## Espaces Géographiques

### Pays et Régions

#### Europe
- La Francophonie
- L’Italie
- L'Écosse
- L'Irlande
- L'Irlande du Nord
- L’Empire Colonial Britannique
- La Belgique
- La Tchécoslovaquie
- La Slovénie
- La Finlande
- Les États Baltes
- La Lituanie
- La Géorgie
- L'Arménie
- Chypre
- Malte
- Les Dardanelles
- L'Ukraine
- L’empire russe
- La Tchétchénie

#### Afrique
- Le Sénégal
- Le Soudan
- Le Congo Belge
- La Côte d’Ivoire
- L’exploration du Sahara
- Le Nil
- Les sources du Nil

#### Moyen-Orient
- La Turquie et l'Europe
- Le Liban

#### Amérique
- Le Québec
- Haïti
- Le canal de Panama
- L'exploration de l'Amazonie
- L’île de Pâques
- La Louisiane

#### Asie
- Les républiques d’Asie centrale
- Quand l’Afghanistan était un royaume
- Le Pakistan
- Le Tibet
- Le Bhoutan
- L'Empire Khmer
- L’Everest
- La Mongolie
- La Corée du Nord

#### Océanie
- L’Australie

#### Régions de France
- Histoire des Régions
- La Corse
- La Violence Politique en Corse
- La Bretagne
- L’Alsace
- La conquête du Mont-Blanc

#### Espace
- La planète Mars

### Villes, Quartiers, Cités-États

#### Europe
- Les origines de Paris
- Saint-Germain-des-Prés
- Montmartre
- Brive et le rugby
- Marseille
- La légende de Saint-Tropez
- Vienne
- Athènes
- Berlin
- Venise
- Lisbonne
- Gibraltar
- Monaco
- Le Vatican
- Le Festival d'Avignon
- Le Festival de Cannes
- Naissance des villes nouvelles en France
- Le cimetière du Père Lachaise

#### Moyen-Orient
- Byzance/Constantinople/Istanbul
- Jérusalem
- Bethléem
- La Mecque
- Bagdad

#### Afrique
- Alger
- Alexandrie

#### Asie
- Shangaï
- Pékin
- Angkor, capitale des Khmers

#### Amérique
- New York
- Brasilia

### Bâtiments
- La Bastille
- Les Cathédrales
- Les Châteaux Forts
- Le Mont Saint-Michel
- Les Châteaux de la Loire
- Le Louvre
- Le Château de Versailles
- Le Palais de l'Élysée
- Le Protocole de l'Élysée
- La Mairie de Paris
- La Tour Eiffel
- Le Moulin rouge
- Notre-Dame de Paris
- Le Bagne en Guyane
- Les Phares
- Les Pyramides
- Le Kremlin
- La Cité Interdite
- La Grande Muraille de Chine
- Le Téléphérique de l'Aiguille du Midi et le Tunnel du Mont-Blanc

## Épisodes Spéciaux
- Les 10 ans de 2000 ans d'Histoire
- Uchronie : et si on refaisait l'Histoire ?
- Spéciale Attentats